# Église Saint-Jean-Baptiste de La Feuillée
Pour les articles homonymes, voir Église Saint-Jean-Baptiste.
 (décembre 2013).
Si vous disposez d'ouvrages ou d'articles de référence ou si vous connaissez des sites web de qualité traitant du thème abordé ici, merci de compléter l'article en donnant les références utiles à sa vérifiabilité et en les liant à la section « Notes et références ».
L’église de La Feuillée (1860) porte la dédicace de saint Jean-Baptiste.

## Description
L'église Saint-Jean-Baptiste de La Feuillée se distingue avant tout par son clocher à galerie et pilastres mais aussi par le nombre et la qualité des crossettes (14) représentant soit des animaux, soit des personnages, entre autres, des lions, des chiens, un cochon, un kangourou, un singe, un ours, un vieil homme et un dragon.
Le mobilier se compose principalement de :
- le magnifique retable en marbre blanc et ses statues, réalisé en 1866 par Yann Larc'hantec de Morlaix ;
- la chaire, œuvre de l’atelier Derrien de Saint-Pol-de-Léon [2];
- le vitrail du chœur consacré à saint Jean-Baptiste ;
- la statuaire ancienne dont une Piéta [3];
- une cloche (1683) qui compte parmi les plus anciennes de l’évêché de Quimper et de Léon ;
- 12 fresques et peintures murales ayant fait l'objet d'un inventaire et d'une étude des pathologies en 2000.

Parmi les inscriptions restantes se lisent les noms latins de Marie, Joseph, Joachim, Anne et saint Jean-Baptiste, ainsi que ceux de Missire Pierre Mevel, vicaire et Missire François Mevel… sans doute les desservants de l’église.

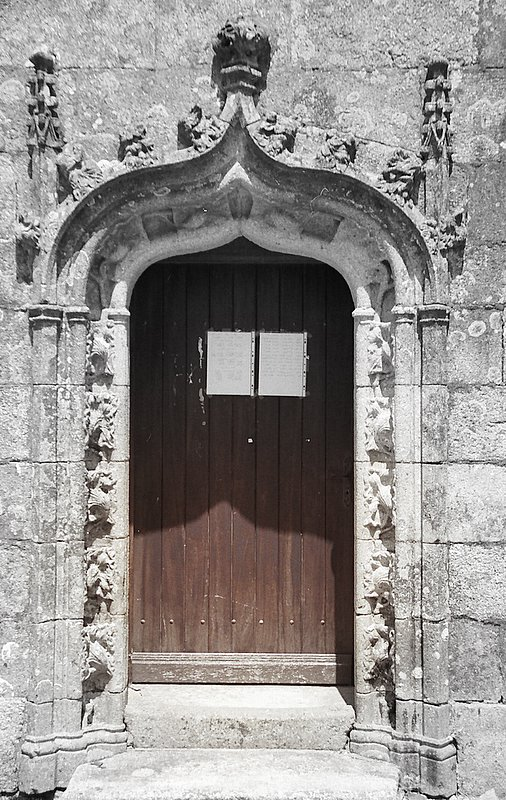
Porte de l’église.
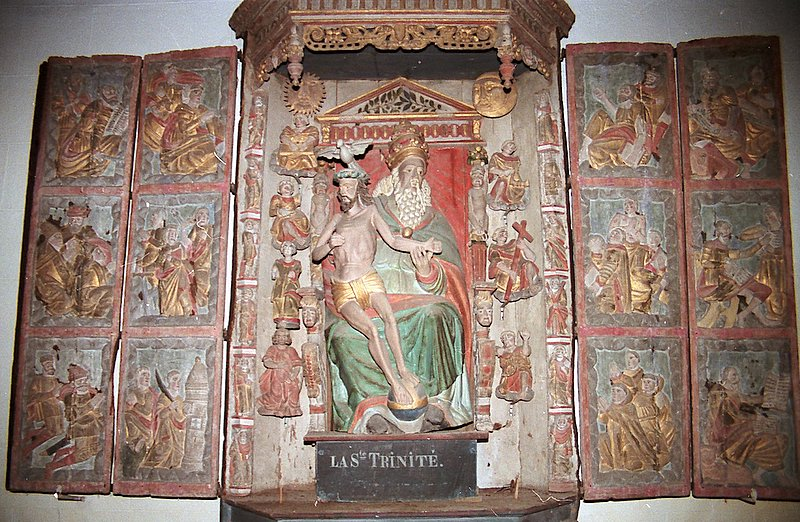
Retable de l’église.
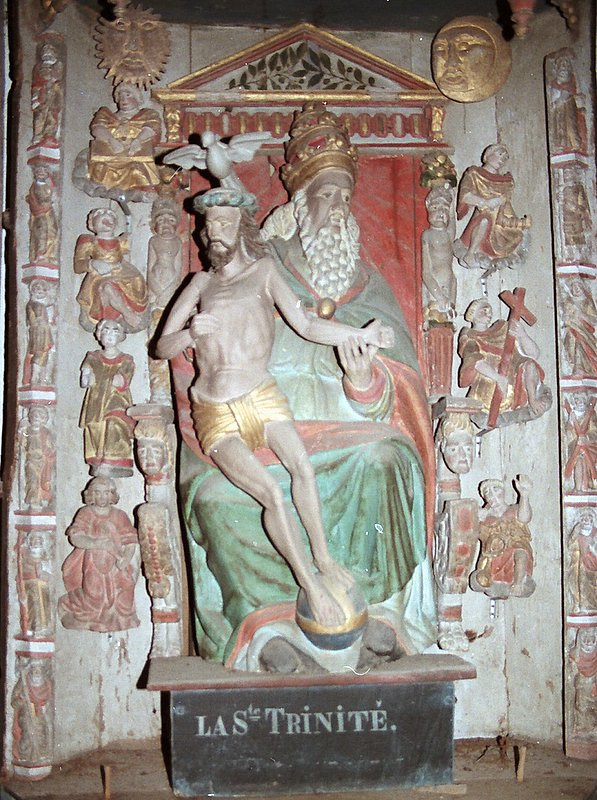
Détail du retable précédent.